# 日比谷U-1ビル
日比谷U-1ビル（ひびやユーワンビル）は、東京都千代田区内幸町一丁目、帝国ホテルの隣にあった超高層ビルである。旧称はNBF日比谷ビル。大和生命保険（現：プルデンシャル ジブラルタ ファイナンシャル生命保険）が建設し、完成当初は大和生命ビルと称した。再開発が計画されているため、閉鎖となり、2022年（令和4年）9月から解体されている。

## 歴史
この地には江戸時代には薩摩藩の装束屋敷があり、加賀藩の赤門に対する黒門が設えられ、明治時代には鹿鳴館が置かれた。昭和に入ると、大和生命の前身である日本徴兵保険に払い下げられ、黒門や鹿鳴館の建物を残したまま、ルネサンス調の3階建の社屋が建てられた。1940年（昭和15年）に鹿鳴館は老朽化のため取り壊され、黒門も第二次世界大戦の戦災で焼失した。

### 大和生命ビル
1984年（昭和59年）6月、旧本社跡地に竣工した。日比谷通り沿いに並ぶ帝国ホテル、日比谷電電ビル（現：NTT日比谷ビル）、第一勧業銀行本店ビル（現：みずほ銀行内幸町本部ビル）とともに建物を歩道から5m以上離す建築協定を結んでいたが、この協定をはるかに上回る30mのセットバックにより、広い前面広場を確保した。
この広場にはアメリカカエデなどの紅葉植物が植えられ、日比谷公園と向かい合うポケットパークとして親しまれ、彫刻家・井上武吉の制作で球体のモニュメントも設置された。
建物表面は、帝国ホテルの客室に面した北側を除き、3.2×1.2mのガラス数千枚を合わせたハーフミラー仕上げとなっている。

### 2度の譲渡
1998年（平成10年）に不動産証券化され、05年9月、本業の保険事業の収益が落ちていた大和生命が、不動産の保有リスクを減らし財務体質を改善することを狙い、三井不動産系の日本ビルファンド投資法人に「大和生命ビル」の信託受益権を635億円で譲渡した。
2007年（平成19年）夏の金融危機の煽りで大和生命は経営不振が深刻化し、翌年10月、自力再建を断念。東京地裁に更生特例法の適用を申請し経営破綻した。これに伴い、09年8月1日、名称は「NBF日比谷ビル」に改められている。 
2018年（平成30年）3月30日、日本ビルファンド投資法人は三井不動産にNBF日比谷ビルを640億円で譲渡し、同日付けで、名称は「日比谷U－1ビル」に再度改められた。

### 再開発へ
三井不動産など10社が「内幸町一丁目街区開発プロジェクト（TOKYO CROSS PARK構想）」に着手するため、ビルは閉鎖され、2022年（令和4年）9月から鹿島建設の施工で解体されている。

## テナント
大和生命ビル時代から、マツダが東京本社を置いていたが、2019年（令和元年）12月、霞が関ビルに移転。ほかにNTT系企業（NTTデータジェトロニクス等）も本社を置いていた。